# Jakub Jaskólski (hokeista)
Jakub Jaskólski (ur. 26 grudnia 1989) – polski hokeista.

## Kariera
- Zagłębie Sosnowiec (2008-2010)
- Zagłębie Sosnowiec (2010-2013)
- Naprzód Janów (2013)
- Legii Warszawa (2013-2014)
- Zagłębie Sosnowiec (2014-2019)

Wychowanek Zagłębia Sosnowiec. Absolwent NLO SMS PZHL Sosnowiec z 2008. W trakcie sezonu 2012/2013 stoczył bójkę na lodzie z byłym zawodnikiem NHL, Wojtkiem Wolskim. W połowie 2019 podjął decyzję o przerwaniu kariery zawodniczej z uwagi na skutki kontuzji ręki.

## Życie prywatne
Jego brat Adam (ur. 1993) także został hokeistą. W 2012 Jakub Jaskólski wsławił się samowolnym obezwładnieniem awanturującego się klienta sklepu, po czym został zgłoszony do programu TVN pt. „Zwykły bohater”. Od 2014 żonaty.

## Sukcesy
Klubowe
- Złoty medal I ligi: 2015 z Zagłębiem Sosnowiec